# Jiamusi Airport
Jiamusi Airport är en flygplats i Kina. Den ligger i provinsen Heilongjiang, i den nordöstra delen av landet, omkring 320 kilometer öster om provinshuvudstaden Harbin. Jiamusi Airport ligger 76 meter över havet.
Runt Jiamusi Airport är det ganska tätbefolkat, med 60 invånare per kvadratkilometer. Närmaste större samhälle är Jiamusi, 12,3 km väster om Jiamusi Airport. Trakten runt Jiamusi Airport består till största delen av jordbruksmark.
Genomsnittlig årsnederbörd är 846 millimeter. Den regnigaste månaden är juli, med i genomsnitt 213 mm nederbörd, och den torraste är januari, med 7 mm nederbörd.